# カリブ海地域への疫病流入
カリブ海地域への疫病流入（カリブかいちいきへのえきびょうりゅうにゅう）では、15世紀末にヨーロッパ人がカリブ海地域に到達したことに端を発する伝染病流入の事象について述べる。1492年にクリストファー・コロンブスがカリブ海に浮かぶイスパニョーラ島などへ到来して以来、「新世界」（アメリカ大陸）には「旧世界」（アフロ・ユーラシア大陸）由来の疾病が初めて到来した（コロンブス交換）。アメリカ先住民たちはヨーロッパ人たちが持ち込んだ感染症への免疫が乏しく、甚大な人口減少が引き起こされた。生き残った者たちは僅かで、ヨーロッパ人植民者たちによる奴隷化や激しい収奪といった憂き目にあった。減少した先住民の穴を埋めるため、新大陸にはアフリカ系奴隷が連れてこられることになり、大西洋三角貿易の確立を招いた。

## 流行した感染症
ヨーロッパ人が植民してくる前は、アメリカ大陸・カリブ海先住民の間で感染症流行は稀にしか発生しなかったと考えられている。部族間の接触機会が限られていたためである。このため、1492年に到来したクリストファー・コロンブス率いる探検隊をはじめとしてヨーロッパ人がチフス、天然痘、インフルエンザ、百日咳、麻疹といった感染症を持ち込んできたとき、アメリカ先住民は免疫的にも社会的にもその流行に対応する術を持っていなかった。ヨーロッパ人のキャリアから感染症を移された先住民は、免疫が無いためにより深刻な症状を呈し、致死率も高くなった。またヨーロッパのような感染症を経験していなかった先住民社会は、病人を看護するための社会システムを持ち合わせていなかった。
コロンブス交換でアメリカ大陸にもたらされた感染症の中でも、多くの死者を出した天然痘は特に深刻な影響を先住民社会にもたらした。コロンブスの到来から26年後の1518年、アメリカ大陸で初めての天然痘の流行がイスパニョーラ島で発生した。この感染症は、ヨーロッパでは700年前からエンデミック程度の流行となっており、コロンブスとその船団の乗組員によってアメリカ大陸へ持ち込まれた。ヨーロッパ人たちは天然痘などの感染症への対処法を知っており、またいくぶんか免疫も身に着けていた。そのため彼らの間では致死率は低くなり、感染しても比較的早く快復できた。しかしイスパニョーラ島の先住民であるタイノ族は天然痘への免疫を一切持っておらず、感染症の治療方法も知らなかった。
インフルエンザは、コロンブス到来の翌年である1493年に、イスパニョーラ島に築かれたスペインのラ・イサベラ植民地北部で初めてエピデミックを起こした。始まりは、1493年12月10日に2000人のスペイン人を乗せたコロンブスの船団が入渠してきたときだった。1494年にコロンブスがこの植民地に戻ってきてみると、入植者たちが疫病に苦しんでいる以上に、先住民たちが壊滅的な被害を被っていた。1506年には、先住民の数は疫病と虐殺により元の3分の1にまで減少していた。コロンブスと接触する前のタイノ族は6万人から800万人いたとも言われているが、彼らは接触から約50年で事実上絶滅した。主要因は、感染症であったと考えられている。
ヨーロッパ人との接触が始まってから、先住民は社会の崩壊や感染症の流行によって人口を減らしていった。タイノ族をはじめとする先住民社会は、感染症を知らなかったために、感染症が引き起こす社会的影響に対処する術を持っていなかった。膨大な数の人々が感染したことで、それまで行われていた農業や狩猟のサイクルが崩壊し、先住民社会は持続できなくなっていった。それに伴い先住民はヨーロッパ人への依存を強めざるを得なくなり、ますますヨーロッパ人の侵略に抵抗できなくなっていった。最終的にタイノ族がヨーロッパ人に奴隷化されてしまったのは、感染症により彼らの社会が衰退したためでもある。

## 大西洋奴隷貿易への影響
奴隷化されたアメリカ先住民が病気や虐待により減少していた1505年、スペインやポルトガルのコンキスタドールたちはアフリカからの奴隷労働者輸入を始めた。1800年まで、西アフリカ出身者が奴隷としてアメリカ大陸へ連れてこられ、その数を増していった。アフリカではすでにヨーロッパ人の植民地が確立されて久しかったため、アフリカ人奴隷たちはタイノ族よりは感染症への耐性があった。しかし一方で、彼らアフリカ人奴隷はマラリアをはじめとしたアフリカの感染症をアメリカ大陸へ持ち込んだ。当時マラリアはヨーロッパ大陸とアフリカ大陸の風土病だったが、特に後者において頻繁に流行していた。カリブ海地域の気候は、マラリアを媒介するハマダラカに適していたため、こちらでも感染が広がった。アフリカ出身の奴隷の多くがマラリアへの遺伝学的抵抗性を持っていたのに対し、アメリカ大陸の先住民奴隷はマラリアに対しても脆弱であった。マラリアや天然痘などの流行で先住民人口が減れば減るほど、スペイン人やポルトガル人の植民者たちはアフリカからさらに多くの奴隷を連れてくるようになった。彼ら奴隷は鉱業や農業に従事させられ、太平洋を横断した三角貿易の発展を支えた。